# Carolyn Brown
Carolyn Brown   (Fitchburg, 26 de setembre de 1927 - Millbrook, 7 de gener de 2025), de soltera Carolyn Rice, va ser una ballarina, coreògrafa i escriptora estatunidenca. Va ser coneguda sobretot pel seu treball com a membre fundadora de la Merce Cunningham Dance Company i va ser la ballarina principal de la companyia Cunningham al llarg de vint anys. Brown va actuar en gairebé tots els ballets coreografiats de la companyia des de 1953 fins a 1972.

## Biografia
Brown va néixer a Fitchburg, Massachusetts, el 27 de setembre de 1927, filla de James Parker Rice i Marion Burbank Stevens Rice. Provinent d'una família de ballarins, va estudiar amb la seva mare a Fitchburg. Marion Rice va ser alumna i ballarina de Ted Shawn a la Boston-Braggiotti Denishawn School de Boston. Brown va ser un producte de la Denishawn School i es va graduar amb honors en filosofia al Wheaton College el 1950.
Després d'assistir a una classe magistral amb Cunningham a Denver el 1951, es va dedicar a la dansa a temps complet i es va traslladar a Nova York per continuar els seus estudis a la Juilliard School. També va estudiar amb Cunningham i es va convertir en un dels membres fundadors de la seva companyia l'estiu de 1953. Va ser la ballarina més important de la companyia de Cunningham durant els vint anys següents i va ballar en 40 de les seves obres, col·laborant sovint amb Cunningham i John Cage en el procés creatiu. Va crear un paper a l'obra Theatre Piece (1960) de Cage i va treballar a la primera obra de dansa de Robert Rauschenberg, Pelican (1963). Va ser una ballarina de gran puresa i virtuosisme i era considerada la intèrpret ideal de Cunningham.
En els primers temps de la companyia, es va casar amb el compositor Earle Brown. Es van divorciar el 1988. Més tard, va formar ser parella durant molt de temps del fotògraf James Klosty.
La seva pròpia coreografia inclou Car Lot (1968), As I Remember It, un solo en homenatge a Shawn (Jacob's Pillow, 1972), Bunkered for a Bogey (1973), House Party (1974), Circles (1975) i Balloon II (Ballet-Théâtre Contemporain, 1976).
Quan es va jubilar l'any 1973, va començar la seva tasca de docència i va continuar treballant amb la companyia Cunningham com a consultora artística. Va ser membre de la Junta Directiva de la Cunningham Dance Foundation i va treballar com a coreògrafa, cineasta, escriptora, conferenciant i professora autònoma. Va ser guardonada amb el Dance Magazine Award, cinc beques National Endowment for the Arts i una John Simon Guggenheim Fellowship. Els seus escrits s'han publicat a The New York Times, Dance Perspectives, Ballet Review i el Dance Research Journal.
Brown va viure a Millbrook, Nova York. Va morir a casa seva el 7 de gener de 2025, a 97 anys.

## Memòries
L'any 2007, Brown va publicar les seves memòries Chance and Circumstance: Twenty Years with Cage and Cunningham, que explica la història de la seva carrera, dels anys de formació de la Merce Cunningham Dance Company i dels dos artistes en el seu centre – Merce Cunningham i John Cage.